# Budd's Point 20D
Budd's Point 20D är ett reservat i Kanada.   Det ligger i provinsen Saskatchewan, i den centrala delen av landet, 2 100 km väster om huvudstaden Ottawa.
I omgivningarna runt Budd's Point 20D växer i huvudsak blandskog. Trakten runt Budd's Point 20D är nära nog obefolkad, med mindre än två invånare per kvadratkilometer.